# 索恩河畔沙雷
索恩河畔沙雷（法語：Charrey-sur-Saône，法語發音：[ʃaʁɛ syʁ son]）是法国科多尔省的一个市镇，属于博讷区。

## 地理
索恩河畔沙雷（47°5'18"N, 5°9'48"E）面积5.75 平方千米，位于法国勃艮第-弗朗什-孔泰大區科多尔省，该省份为法国中东部省份，北起奥布省，西接涅夫勒省和约讷省，南至索恩-卢瓦尔省，东南接汝拉省，东临上索恩省，东北部与上马恩省接壤。
与索恩河畔沙雷接壤的市镇（或旧市镇、城区）包括：马尼莱索比尼、圣尼古拉莱西托、博南孔特尔、埃巴尔。

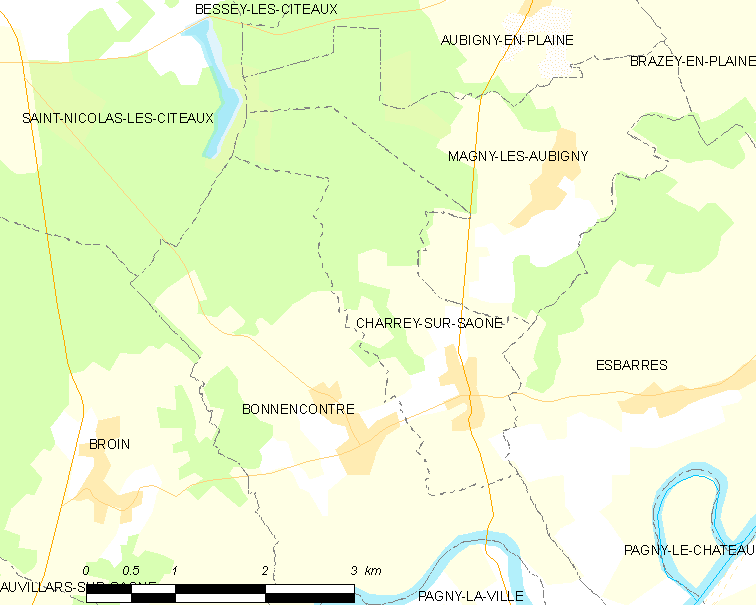
索恩河畔沙雷的OSM定位图

索恩河畔沙雷的时区为UTC+01:00、UTC+02:00（夏令时）。

## 行政
索恩河畔沙雷的邮政编码为21170，INSEE市镇编码为21148。

## 政治
索恩河畔沙雷所属的省级选区为布拉泽昂普莱讷县。

## 人口

1962-2008年间索恩河畔沙雷人口变化图示

索恩河畔沙雷于2022年1月1日时的人口数量为333人。